# Alhazen
Pour les articles homonymes, voir Alhazen (homonymie).
Ne doit pas être confondu avec Albohazen ou Alassane.
Alhazen ou Alhacen, de son vrai nom Ibn al-Haytham ou de son nom complet Abu Ali al-Hasan ibn al-Hasan ibn al-Haytham  (en arabe : أبو علي الحسن بن الحسن بن الهيثم )  (Bassora, c.965 – Le Caire, c.1040),,, est un mathématicien, philosophe, physiologiste et physicien du monde médiéval arabo-musulman.
Considéré comme un pionnier de la méthode scientifique et le fondateur de l'optique moderne, il s'illustre par ses travaux novateurs dans toutes les branches de l'optique, principalement en optique géométrique et physiologique.
Il a également apporté des contributions notables dans le domaine des mathématiques qui représentent près de la moitié de ses travaux et en astronomie. Il a contribué à l'introduction du langage mathématique dans les sciences physiques.

## Biographie
Alhazen est né vers 965 à Bassora dans l'actuel Irak où il reçut une éducation qu’il compléta cependant dans la ville de Bagdad. À l’époque, Bassora était sous le contrôle de la dynastie des Buwayhides qui régnèrent sur la Perse. C’est pourquoi il est parfois mentionné sous le nom d’al-Bassri, bien que cette version ne soit pas acceptée par tous.
Alhazen commença sa carrière de scientifique dans sa ville natale de Bassorah. Il fut cependant convoqué par le calife Hakim qui voulait maîtriser les inondations du Nil qui frappaient l’Égypte année après année. Après avoir mené une expédition en plein désert pour remonter jusqu’à la source du fameux fleuve, Alhazen se rendit compte que ce projet était pratiquement impossible. De retour au Caire, il craignait que le calife qui était furieux de son échec ne se vengeât et décida donc de feindre la folie. Il fut alors assigné à résidence.
Il profita de ce loisir forcé pour écrire plusieurs livres sur des sujets variés comme l’astronomie, la médecine, les mathématiques, la méthode scientifique et l’optique. Près de 200 ouvrages ont été attribués par les biographes mais une soixantaine nous est parvenue. Peu de ces ouvrages, en effet, ont survécu jusqu’à nos jours. Quelques-uns d'entre eux, ceux sur la cosmologie et ses traités sur l’optique notamment, n’ont survécu que grâce à leur traduction latine.
Après la mort du calife Hakim, en 1021, Alhazen cessa de feindre sa folie et put sortir de sa résidence. Il en profita donc pour entreprendre quelques voyages, notamment en Al-Andalus (nom donné, à l'époque, à l'Espagne musulmane)
Il meurt au Caire en Égypte au sein du califat fatimide vers 1040.
Dans l'introduction de ses ouvrages (Traité d'optique et Doutes sur Ptolémée) il expose ce qui représente pour lui la démarche scientifique faite d'expérimentations et de doutes.

« La vérité est recherchée pour elle-même...Ce n'est pas celui qui étudie les livres de ses prédécesseurs et laisse libre cours à sa disposition naturelle à les considérer favorablement, qui est le chercheur de vérité. Mais plutôt celui qui pense à eux et est rempli de doutes, celui qui suit la preuve et la démonstration plutôt que l'affirmation d'un homme dont la disposition naturelle est caractérisée par toutes sortes de défauts et de lacunes. Une personne qui étudie les livres scientifiques en vue de connaître la vérité, devrait se transformer en un critique hostile de tout ce qu'il étudie... Il devrait le critiquer à tous les points de vue et sous tous ses aspects. Et engagé ainsi dans l'esprit critique, il devrait aussi se méfier de lui-même et ne pas se permettre d'être laxiste et indulgent envers l'objet de sa critique. S'il s'engage dans cette voie, la vérité lui sera révélée et les failles... dans les écrits de ses prédécesseurs ressortiront clairement. »

— Doutes sur Ptolémée - Introduction (traduction de Shlomo Pinès)

## Travaux
Les travaux d'Alhazen sont multiples, ils touchent l'optique, mais également les mathématiques et l'astronomie. Savant ayant assis sa réputation dans le monde arabe médiéval, il est également connu en Europe à travers les traductions en latin, hébreu et italien de ses travaux en optique et astronomie.

### Optique
Alhazen a réalisé une profonde réforme dans le domaine de l'optique, en en faisant un sujet relevant de plusieurs sciences (physique, mathématiques, physiologie, psychologie).
Dans son Traité d'optique, il étudie autant les conditions de propagation de la lumière que les conditions de la vision des objets.
- La lumière se déplace en ligne droite, à vitesse variable selon les milieux traversés, et s'affaiblit avec la distance. Elle irradie à sa source et un objet éclairé irradie aussi de la lumière dans toutes les directions (lumière seconde). Il définit avec précision les lois de la réflexion et tente de faire de même pour celles de la réfraction mais sans reprendre les résultats obtenus par Ibn Sahl[17].

- La couleur est une propriété interne d'un objet qui est activée quand il est éclairé et elle se déplace alors selon les mêmes lois que la lumière[18]. Cette conception de la couleur explique son échec relatif à traiter correctement de l'arc-en-ciel, étude qui sera réalisée avec succès par son commentateur Kamāl al-Dīn al-Fārisī[19]

- La vision naturelle s'effectue au moyen des deux yeux. Reprenant les travaux de Ptolémée, Ibn al-Haytham étudie les conditions de fusion des images binoculaires à l'aide d'une tablette expérimentale[20]

- La vision est produite par des rayons pénétrant dans l’œil (théorie de l'intromission). L’œil est seulement un instrument d'optique chargé de reproduire l'image selon les lois de l'optique géométrique. Mais l'interprétation de l'image est une activité cérébrale faisant intervenir reconnaissance, comparaison, discernement, jugement et inférence[21] conduisant parfois à des erreurs d'interprétation.

Ces études l'amènent à s'intéresser à l'illusion lunaire : pour lui, le fait que la lune semble plus grosse à l'horizon est principalement dû à une erreur d'interprétation du cerveau.
Dans le cadre de la réfraction, il s'intéresse principalement aux lentilles sphériques dont il remarque le pouvoir grossissant. Il met également en évidence le phénomène d'aberration sphérique.
Il valide presque systématiquement ses hypothèses à l'aide d'expériences ce qui en fait un précurseur dans la mise en pratique de la méthode scientifique. À cette occasion, il fait un usage fréquent de la chambre noire. Dans son traité sur La forme de l'éclipse, il l'utilise comme un sténopé et donne une étude mathématico-expérimentale complète des images qui apparaissent à l'intérieur de la chambre,.
Mais, le traité Sur le Crépuscule et l'Aube dans lequel il est établi que l'aube et le crépuscule correspondent à un passage du soleil à 19° sous l'horizon et où est fixée l'épaisseur de l'atmosphère terrestre à 52 000 pas, attribué jusqu'en 1967 à Alhazen, est en réalité l'œuvre d'un mathématicien andalou du XIe siècle, Abū ʿAbd Allāh Muḥammad Ibn Muʿādh.
Sélection d'ouvrages
- كتاب المنازر  (Traité d'optique, De Aspectibus)
- في الدوء (Discours sur la lumière)
- في المرايا المحرق بالدوائر (Les miroirs ardents sphériques)
- في المرايا المحرقة بالقتوء (Les miroirs ardents paraboliques, De Speculis comburantibus)
- في الكر المحرقة (La sphère ardente)
- في الهال و قوس قزح (Le halo et l'arc-en-ciel)
- في كيفيّر الظلال (La formation des ombres)

### Mathématiques
Son champ d'étude est principalement la géométrie et non l'algèbre. Il se situe dans l'héritage des frères Banou Moussa et Thābit ibn Qurra, il s'intéresse aux transformations géométriques et à la projection. Concernant les fondements de la géométrie, il s'interroge sur l'existence des objets manipulés et tente de démontrer le cinquième postulat d'Euclide, utilisant pour ce faire un quadrilatère à trois angles droits (quadrilatère de Lambert).
Exploitant le système de calcul d'aires et de volumes mis en place par Thābit ibn Qurra et s'appuyant sur ce qui deviendra les sommes de Riemann, il reprend le calcul du volume du paraboloïde de révolution déjà trouvé par Thabit ibn Qurra puis s'intéresse au solide engendré par la rotation d'un segment de parabole autour de son ordonnée (droite perpendiculaire à l'axe de la parabole et passant par l'extrémité de l'arc de parabole) et démontre que son volume est égal à 8⁄15 du volume du cylindre circonscrit . Il s'intéresse également au calcul d'aire des lunules.
Travaillant sur la sphère, il s'attaque aux problèmes d'isopérimétrie et d'isosurface, faisant dans ces domaines des avancées qui ne seront pas égalées durant plusieurs siècles. Il met en place à cet effet une notion d'angle solide et travaille sur les figures géométriques dessinées sur une sphère.
Concernant les coniques, il reprend les travaux d'Apollonius et use d'intersections de coniques pour résoudre des problèmes non constructibles à la règle et au compas (construction de l'heptagone régulier, problème d'Alhazen). Il discute des conditions d'existence de ces intersections.
En théorie des nombres, il travaille sur un théorème nommé sept siècles plus tard " théorème de Wilson ". Il l'utilise dans la résolution d'un problème des restes chinois faisant intervenir un système de congruences :
{\displaystyle x\equiv 1{\pmod {n_{i}}}\,,\,x\equiv 0{\pmod {p}}}
où p est premier et ni inférieur à p.
Sur les nombres parfaits, il tente de démontrer la forme des nombres parfaits pairs. Il connait également la méthode de Ruffini-Horner de recherche de racine, méthode héritée des mathématiques indiennes et pour laquelle il cherche à fournir une justification mathématique.
Sélection d'ouvrages:
- Maqāla fī’l-taḥlīl wa‘l-tarkīb (Analyse et synthèse)
- Kitāb fī al-ma ‘lūmāt (Sur les choses connues)
- Sharḥ Uṣūl Uqlīdis fī ‘l-handasa wa ‘lʿadad wa talkhīṣuhu (Commentaires sur les Éléments d'Euclide)
- Kitāb fī Ḥall shukūk Kitāb Uqlīdis fi ‘l-uṣūl wa-sharḥmaʿānīh (Résolution des doutes sur Euclide)
- Tarbīʿ al-dāʾira (Sur la quadrature du cercle)
- Fī al-hilāliyyāt (Sur les lunules)
- Maqāla mustaqṣāt (Figure des lunules)
- Misāḥat al-mujassam al-mukāfiʾ (Mesure du paraboloïde)
- Misāḥat al-kura (Mesure de la sphère)
- Maqāla fī al-musabbaʿ al-mutasāwī fī al-dāʾira (Livre sur la construction de l'heptagone régulier inscrit dans un cercle)
- Qawl fī birkār al-dawāʾir al-ʿiẓām (Livre des compas pour les grands cercles)

### Astronomie
Ses travaux en astronomie sont également notables, en particulier son livre Doutes sur Ptolémée dans lequel il remet en question son modèle astronomique mais aussi sa théorie sur l'optique. Il corrige les travaux de Ptolémée sur le diamètre apparent du soleil, remet en question la position de la Terre par rapport à un centre supposé de l'univers, la méthode de calcul de Ptolémée sur l'inclinaison, son modèle lunaire qui lui semble s'appuyer sur des prémisses contradictoires. C'est la même objection qu'il fait sur le modèle ptolémaïque des planètes extérieures et le problème de l'équant, dans lequel Ptolémée utilise une rotation uniforme d'une sphère autour d'un axe qui n'est pas un diamètre, mouvement qui semble à Ibn al-Haytham en contradiction avec le monde physique réel. Ce sont donc les contradictions internes du modèle de Ptolémée qui poussent Ibn al-Haytham à mettre en doute sa validité :
« Ptolémée fait l'hypothèse d’un ordre qui ne peut exister, et le fait que cet ordre reconstitue pour son imagination des mouvements qui sont ceux des planètes ne l’exonère pas de l'erreur qu’il a commise en faisant l’hypothèse de cet ordre ; car les mouvements réels des planètes ne peuvent résulter d’un ordre qui n'existe pas. »
Cette remise en question va ouvrir le champ aux études postérieures de l'école de Maragha et à la proposition de modèles alternatifs. Un des fondateurs de cette école, al-Urdi, reconnaît d'ailleurs la dette qu'il a envers l'ouvrage d'Ibn al-Haytham.
Au début du XXIe siècle, un ouvrage récemment découvert (traité sur Le Modèle des Mouvements) permet de cerner sa vision de la cinématique céleste. Il y présente un des premiers modèles planétaires non ptolémaïque. Il s'agit d'une proposition étrangère aux préoccupations cosmologiques de son temps , car elle présente une cinématique céleste purement géométrique ; mais elle suscite diverses innovations de géométrie infinitésimale. Ce nouveau modèle rejette équants et cercles déférents, extrait l’astronomie de la philosophie naturelle, délivre la cinématique céleste de la cosmologie, et abstrait les entités physiques en entités géométriques. Il fait aussi intervenir une rotation de la Terre autour de l'axe des pôles et considère les centres des orbites comme des points géométriques sans signification matérielle particulière, comme le fera des siècles plus tard Johannes Kepler. Alhazen développe également une version primitive du « rasoir d'Ockham », en tâchant de faire le minimum d'hypothèses sur les propriétés caractéristiques des mouvements astraux, dans la mesure où il essaye d’éliminer de son modèle planétaire les hypothèses cosmologiques qu'on ne peut observer de la Terre.
Il a écrit également un ouvrage d'astronomie et de trigonométrie sphérique sur la détermination de la qibla (direction de la Mecque).
Mais l'attribution à Alhazen de l'ouvrage Sur la configuration du monde qui proposait un nouveau modèle planétaire est mise en doute. Des études de la fin du XXe siècle semblent prouver qu'il est l’œuvre d'un homonyme Muhamad Ibn al-Haytham,.
En relation avec l'optique et l'étude de la lumière, Alhazen a rédigé un traité intitulé Maqala fi daw al-qamar (Sur l’éclat de la Lune) certainement avant 1021. Il y dément l'opinion, jusqu'alors reçue, selon laquelle la Lune réfléchirait la lumière du Soleil comme un miroir et conclut qu'elle émet plutôt « de la lumière par les portions de sa surface que la lumière du Soleil frappe. » Pour démontrer que « la lumière est émise depuis chaque point de la surface illuminée de la Lune », il fabrique un « ingénieux dispositif expérimental ». Alhazen a « formulé une conception claire des rapports entre un modèle mathématique idéalisé et la complexité des phénomènes observables». En particulier, pour montrer que l’intensité de la tache de lumière projetée sur un écran par la clarté lunaire à travers deux petits diaphragmes diminue constamment lorsque l'on referme régulièrement l'un des deux diaphragmes, il conçoit une expérience dans laquelle il fait varier de façon uniforme et reproductible les conditions expérimentales.
Alhazen a aussi réfuté les idées d’Aristote concernant la nature de la Voie lactée. Aristote croyait qu'elle résultait de « l’ignition d'exhalaisons violentes de nombreuses étoiles de grande taille serrées les unes contre les autres » et que « l’ignition a lieu dans la partie supérieure de l’atmosphère, dans la sphère sublunaire, une région de l'univers qui touche à la sphère céleste des fixes. » Alhazen réfute cette opinion en entreprenant de mesurer la parallaxe de la Voie lactée et peut ainsi établir que, « puisque la Voie lactée ne présente aucune parallaxe, elle est extrêmement éloignée de la Terre et ne peut donc appartenir à l’atmosphère ».
Il restait encore, à la fin du XXe siècle, de nombreux ouvrages d'Alhazen en astronomie qui n'avaient pas encore fait l'objet de traduction ni d'étude.
Sélection d'ouvrages
- Al-Shukūk ʿalā Baṭlamyūs (Doute sur Ptolémée)
- Samt al-qibla bi-al-ḥisāb (Détermination de la direction de la Mecque par le calcul)
- Fī ḍawʾ al-qamar (La lumière de la lune)
- Fī ruʾya al-kawākib (La visibilité des astres)
- Fī ṣūrat al-kusūf (La forme de l'éclipse)
- (...) (Le modèle des mouvements)

## Héritage
Alhazen fut l'un des premiers à se servir d’une méthode d’analyse scientifique et influença grandement des scientifiques comme Roger Bacon et Kepler.
Le De Aspectibus est mentionné par Bartholomeus Anglicus dans De proprietatibus rerum (1254) puis par Bacon dans De scientia perspectiva (1265). Alhazen est mentionné par Jean de Meung dans Le Roman de la Rose (vers 1270). L'ouvrage original d'Alhazen est traduit en italien vers 1350. Sa théorie a influencé le travail de la lumière et des reflets dans les tableaux de Jan van Eyck. Sa théorie atteint une diffusion plus large en Europe avec la traduction latine De perspectiva de Vitellion.
Alhazen est très estimé de la communauté scientifique. Son portrait figure également sur le billet iraquien de 10 000 dinars. Un autre hommage que l’on fit à Alhazen, fut de nommer l’astéroïde (59239) Alhazen en son honneur, ainsi que de baptiser de son nom un cratère de la Lune. De plus, l'Année internationale de la lumière et des techniques utilisant la lumière 2015 permet la commémoration de plusieurs grands événements scientifiques du domaine de l'optique, notamment l'anniversaire du millénaire des grandes découvertes des scientifiques arabes du Xe siècle, dont les travaux faits par Alhazen en 1015.
Il est cité par le docteur Pierre Amalric, chercheur en ophtalmologie, pour avoir noté que toute lumière directe blesse l'œil, prouvant ainsi qu'elle est étrangère à l'individu, et donné du crédit à la vieille croyance populaire selon laquelle on ne peut regarder Dieu et le Soleil en face.